# Sección de comuna (Haití)
Una sección de comuna, anteriormente denominada sección rural, es una división administrativa de carácter subnacional de Haití, habiendo un total de 572 secciones comunales repartidas en 145 comunas. A su vez, están subdivididas en zonas rurales y urbanas, y abarcan villas y pequeños villorrios, denominados localmente como localidades y habitaciones.

## Historia
Las secciones de comuna son colectividades territoriales muy semejantes a las francesas, cuyas atribuciones a aplicar están especificadas en la Ley senatorial haitiana nº 157, de 28 de marzo de 1996, y refrendado por el presidente de dicho país el mismo día.

## Lista de secciones comunales
| Comuna                         | Sección comunal | Mapa seccional |
| ------------------------------ | --- | -------------- |
| Acul-du-Nord                   | Bas de l'Acul, Camp-Louise, Coupe à David, Grande Ravine, Mornet, Soufrière                                                                                            | -              |
| Anse-à-Foleur                  | Bas de Sainte Anne, Côtes de Fer, Mayance | -              |
| Anse-à-Galets                  | Grand Lagon, Grande Source, Palma, Petite Anse, Petite Source, Picmy                                                                                                   | -              |
| Anse-à-Pitre                   | Bois d'Orme, Boucan Guillaume | -              |
| Anse-à-Veau                    | Baconnois-Grand-Fond, Grande-Rivière-Joly, Saut du Baril | -              |
| Anse-d'Hainault                | Boudon, Grandoit, Ilet à Pierre Joseph, Mandou | -              |
| Anse-Rouge                     | Arbre, Sources Chaudes | -              |
| Aquin                          | Bellevue, Brodequin, Colline à Mongons, Flamands, Guirand, La Colline, Macéan, Mare à Coiffe                                                                           | -              |
| Arcahaie                       | Boucassin, Carriès, Délices, Des Vases, Fonds Baptiste, Matheux, Montrouis                                                                                             | -              |
| Arnaud                         | Arnaud, Baconnois-Barreau, Baquet | -              |
| Arniquet                       | Anse à Drick, Arniquet, Lazarre | -              |
| Bahon                          | Bailly, Bois Pin, Montagne Noire | -              |
| Baie-de-Henne                  | Citerne Rémy, Dos d'Ane, L'Estère Dere, Réserve | -              |
| Bainet                         | Bas de Grandou, Bas de Gris Gris, Bas de Lacroix, Bras Gauche, Brésilienne, Haut Grandou, La Vallée de Bainet, Oranger, Trou Mahot                                     | -              |
| Baptiste                       | Renthe Mathe | -              |
| Baradères                      | Fond Tortue, Gérin, La Plaine, Rivière Salée, Tête d'Eau | -              |
| Bas-Limbé                      | Garde Champètre, Petit Howars | -              |
| Bassin-Bleu                    | Carreu Datty, Haut des Moustiques, La Plate | -              |
| Beaumont                       | Beaumont, Chardonnette, Mouline | -              |
| Belladère                      | Renthe Mathe, Riaribes, Roye-Sec | -              |
| Belle-Anse                     | Bais d'Orange, Bel Air, Callumette, Corail Lamothe, Mabriole, Mapou, Pichon                                                                                            | -              |
| Bombardópolis                  | Les Forges, Plaine d'Orange, Plate Forme | -              |
| Bonbon                         | Desormeau | -              |
| Borgne                         | Boucan Michel, Champagne, Côte de Fer et Fond Lagrange, Margot, Molas, Petit Bourg de Borgne, Trou d'Enfer                                                             | -              |
| Boucan-Carré                   | Boucan-Carré, Les Bayes, Petite Montagne | -              |
| Cabaret                        | Boucassin, Boucassin, Fonds des Blancs, Source Matelas | -              |
| Cabo Haitiano                  | Bande du Nord, Haut du Cap, Petit Anse | -              |
| Camp-Perrin                    | Champlois, Levy Mersan, Tibi Davezac | -              |
| Capotille                      | Capotille, Lamine | -              |
| Caracol                        | Champin, Glaudine | -              |
| Carice                         | Bois Camelle, Rose Bonite | -              |
| Carrefour                      | Berly, Bizoton, Bouvier, Corail Thor, Coupeau, Lavalle, Malanga, Morne Chandelle, Platon Dufréné, Procy, Rivière Froide, Taïfer, Thor                                  |                |
| Cavaillon                      | Boileau, Gros Marin, Laroque, Mare Henri, Martineau | -              |
| Cayes-Jacmel                   | Fond Melon Michineau, Gaillard, Haut Cap Rouge, Ravine Normande | -              |
| Cerca-Carvajal                 | Rang | -              |
| Cerca-la-Source                | Acajou Brûlé nº 1, Acajou Brûlé nº 2, Lamielle | -              |
| Chambellan                     | Boucan, Dejean | -              |
| Chansolme                      | Beauvoir, Chansolme | -              |
| Chantal                        | Carrefour Canon, Fonds Palmiste, Melonière | -              |
| Chardonnières                  | Bony, Dejoie, Randel | -              |
| Cité Soleil                    | Les Varreux, Les Varreux | -              |
| Corail                         | Champy, Duquilon, Fond d'Icaque | -              |
| Cornillon                      | Boucan Bois Pin, Boucan Bois Pin, Génipailler, Plaine Céleste, Plaine Céleste                                                                                          | -              |
| Côtes-de-Fer                   | Amazone, Boucan Bélier, Bras Gauche, Gris Gris, Jamais Vu, Labiche | -              |
| Dame-Marie                     | Baliverne, Bariadelle, Dallier, Desormeau, Petite Rivière | -              |
| Delmas                         | Saint-Martin | -              |
| Desdunes                       | Desdunes | -              |
| Dessalines                     | Fiéfé, Fosse Naboth, La Croix, Ogé, Poste Pierrot, Villars | -              |
| Dondon                         | Bassin Caïman, Brostage, Haut du Trou, Laguille, Matador | -              |
| Ennery                         | Chemin Neuf, Passe-Reine, Puilboreau, Savane Carrée | -              |
| Ferrier                        | Bas Maribahoux | -              |
| Fond-des-Blancs                | Fond des Blancs, Frangipane | -              |
| Fonds-des-Nègres               | Bouzi, Cocoyers-Ducheine, Fond-des-Nègres, Pémerle | -              |
| Fonds-Verrettes                | Fonds-Verrettes | -              |
| Fuerte Libertad                | Bayaha, Dumas, Haut Madeleine, Loiseau | -              |
| Ganthier                       | Balan, Fond Parisien, Galette Chambon, Mare Roseaux, Pays Pourri | -              |
| Grand-Boucan                   | Eaux Basses, Grand-Boucan | -              |
| Grand-Goâve                    | Gérard, Grande Colline, Grande Colline, Moussambé, Moussambé, Tête-à-Bœuf, Tête-à-Bœuf                                                                                 | -              |
| Grand-Gosier                   | Colline des Chênes | -              |
| Grande-Rivière-du-Nord         | Caracol, Cormiers, Gambade, Grand Gilles, Jolitrou, Solon | -              |
| Grande-Saline                  | Poteneau | -              |
| Gressier                       | Morne-à-Bateau, Morne Chandelle, Petit Boucan | -              |
| Gros-Morne                     | Boucan Richard, L'Acul, Moulin, Pendu, Ravine Gros Morne, Rivière Blanche, Rivière Mancelle, Savane Carrée                                                             | -              |
| Hinche                         | Aguahédionde (Rive Droite), Aguahédionde (Rive Gauche), Juanaria, Marmont                                                                                              | -              |
| Isla de la Vaca                | Isla de la Vaca | -              |
| Jacmel                         | Bas Cap Rouge, Bas Coq Chante, Cochon Gras, Fond Melon, Grande Rivière de Jacmel, Haut Coq Chante, La Gosseline, La Montagne, La Vanneau, Marbial, Montagne La Voûte   | -              |
| Jean-Rabel                     | Dessources, Diondion, Grande Source, Guinaudée, Lacoma, La Montagne, Vieille Hatte                                                                                     | -              |
| Jérémie                        | Basse Guinaudée, Basse Voldrogue, Fond Rouge Dahere, Fond Rouge Torbeck, Haute Guinaudée, Haute Voldrogue, Iles Blanches, Ravine à Charles                             | -              |
| Juana Méndez                   | Acul des Pins, Gens de Nantes, Haut Maribahoux, Savane au Lait, Savane Longue                                                                                          | -              |
| Kenscoff                       | Belle Fontaine, Bongars, Grand Fond, Nouvelle Touraine, Sourcailles | -              |
| La Chapelle                    | Bossous, Martineau | -              |
| La Croix-des-Bouquets          | Belle Fontaine, Belle Fontaine, Belle Fontaine, Des Crochus, Des Orangers, Les Varreux, Les Varreux, Petit Bois, Petit Bois, Petit Bois                                | -              |
| Lapointe                       | Lapointe | -              |
| Las Caobas                     | Juampas, Petit Fond | -              |
| L'Asile                        | Changeux, L'Asile, Morisseau, Tournade | -              |
| Las Laderas                    | Condé, Despas, Quentin | -              |
| La Tortuga                     | Mare Rouge, Pointe des Oiseaux | -              |
| La Vallée                      | La Vallée de Jacmel, La Vallée de Bainet, Morne à Bruler | -              |
| La Victoria                    | La Victoria | -              |
| Léogâne                        | Beauséjour, Citronniers, Cormiers, Dessources, Fond de Boudin, Fond d'Oie, Grande Rivière, Gros Morne, Orangers, Palmiste à Vin, Parques, Petit Harpon, Petite Rivière |                |
| Les Anglais                    | Cosse, Edelin, Vérone | -              |
| Les Gonaïves                   | Bassin, Labranle, Petite Rivière de Bayonnais, Pont Tamarin, Poteaux                                                                                                   | -              |
| Les Irois                      | Belair, Garcasse, Matador | -              |
| Les Roseaux                    | Carrefour Charles, Fond Cochon, Grand Vincent, Les Gommiers | -              |
| L'Estère                       | La Croix Perisse, Petite Desdunes | -              |
| Liancourt                      | Liancourt | -              |
| Limbé                          | Camp Coq, Chabotte, Haut Limbé, Ilot-à-Corne, Ravine Desroches, Soufrière                                                                                              | -              |
| Limonada                       | Basse-Plaine, Bois de Lance, Roucou | -              |
| Los Albaricoques               | Anse du Clerc, Balisiers, Danglise, La Seringue | -              |
| Los Cayos                      | Boulmier, Bourdet, Fonfrède, Laborde, Laurent, Mercy | -              |
| Maïssade                       | Hatty, Narang, Savane Grande | -              |
| Maniche                        | Dory, Maniche, Melon | -              |
| Marfranc                       | Marfranc | -              |
| Marigot                        | Corail Soult, Fond Jean Noël, Grande Rivière Fesles, Macary, Savane Dubois                                                                                             | -              |
| Mermelada                      | Bassin, Crête à Pins, Platon | -              |
| Milot                          | Bonnet à l'Evèque, Genipailler, Perches-de-Bonnet | -              |
| Miragoâne                      | Belle Rivière, Chalon, Dessources, Saint-Michel | -              |
| Mirebalais                     | Boucan, Crête Brûlée, Gascogne, Sarazin | -              |
| Môle-Saint-Nicolas             | Côtes de Fer, Damé, Mare-Rouge | -              |
| Mombin-Crochu                  | Bois Laurence, Sans Souci | -              |
| Mont-Organisé                  | Bois Poux, Savanette | -              |
| Montrouis                      | Délugé | -              |
| Moron                          | Anote, L'Assise, Sources Chaudes | -              |
| Paillant                       | Bezin II, Salagnac | -              |
| Perches                        | Bas des Perches, Haut des Perches | -              |
| Pestel                         | Bernagousse, Duchitty, Espère, Los Caimitos, Jean Bellune, Tozia | -              |
| Pétion-Ville                   | Aux Cadets, Bellevue Chardonnière, Bellevue la Montagne, Etang du Jonc, Montagne Noire                                                                                 | -              |
| Petit-Goâve                    | Bino, Delatre, Fond Arabie, Les Fourques, Les Palmes, Les Palmes, Les Platons, Les Platons, Ravine Sèche, Trou Canari, Trou Canari, Trou Chouchou                      | -              |
| Petit-Trou-de-Nippes           | Liève, Raymond, Tiby | -              |
| Petite-Rivière-de-l'Artibonite | Bas Coursin I, Bas Coursin II, Labady, Médor, Pérodin, Savane à Roche                                                                                                  | -              |
| Petite-Rivière-de-Nippes       | Bezin I, Cholette, Fond des Lianes, Silègue | -              |
| Pignon                         | La Belle Mère, Savannette | -              |
| Pilate                         | Ballon, Baudin, Dubourg, Joly, Margot, Piment, Ravine Trompette, Rivière Laporte                                                                                       | -              |
| Plaine-du-Nord                 | Basse Plaine, Bassin Diamant, Grand Boucan, Morne Rouge | -              |
| Plaisance                      | Bassin, Champagne, Gobert, Grande Rivière, Haut Martineau, La Trouble, La Ville, Mapou                                                                                 | -              |
| Plaisance-du-Sud               | Anse aux Pins, Plaisance-du-Sud, Vassal Labiche | -              |
| Pointe-à-Raquette              | Grand Vide, Gros Mangle, La Source, Pointe à Raquette, Trou Louis | -              |
| Port-à-Piment                  | Balais, Paricot | -              |
| Port-de-Paix                   | Aubert, Bas des Moustiques, Baudin, La Corne, Mahotière | -              |
| Port-Margot                    | Bas Petit Borgne, Bas Quartier, Bras Gauche, Corail, Grande Plaine, Haut Petit Borgne                                                                                  | -              |
| Port-Salut                     | Barbois, Dumont | -              |
| Puerto Príncipe                | Martissant, Morne l'Hôpital, Turgeau | -              |
| Quartier-Morin                 | Basse Plaine, Morne Pelé | -              |
| Ranquitte                      | Bac à Soude, Bois de Lance, Cracaraille | -              |
| Roche-à-Bateau                 | Beauclos, Beaulieu, Renaudin | -              |
| Sainte-Suzanne                 | Bois Blanc, Cotelette, Fond Bleu, Foulon, Moka Neuf, Sarazin | -              |
| Saint-Jean-du-Sud              | Débouchette, Tapion, Trichett | -              |
| Saint-Louis-du-Nord            | Bonneau, Derourvay, Desgranges, Lafargue, Rivière de Barre, Rivière des Nègres                                                                                         | -              |
| Saint-Louis-du-Sud             | Baie Dumesle, Cherette, Corail-Henri, Grand Fonds, Grenodière, Solon, Sucrerie Henri, Zanglais                                                                         | -              |
| Saint-Michel-de-l'Attalaye     | Bas de Sault, Camathe, Lacedras, Lalomas, L'Attalaye, L'Ermite, Marmont, Platana                                                                                       | -              |
| San Marcos                     | Bois Neuf, Bocozelle, Charrette, Goyavier, Lalouère | -              |
| San Rafael                     | Bois Neuf, Bouyaha, Mathurin, San-Yago | -              |
| Saut-d'Eau                     | Canot, Coupe Mardi Gras, La Selle, Montagne Terrible | -              |
| Savanette                      | La Haye, Savanette | -              |
| Tabarre                        | Bellevue, Bellevue | -              |
| Terre-Neuve                    | Bois Neuf, Doland, Lagon | -              |
| Terrier-Rouge                  | Fond Blanc, Grand Bassin | -              |
| Thiotte                        | Pot de Chambre, Thiotte | -              |
| Thomassique                    | Lociane, Matelgate | -              |
| Thomazeau                      | Des Crochus, Grande Plaine, Grande Plaine, Trou d'Eau | -              |
| Thomonde                       | Baille Tourrible, Cabral, La Hoye, Tierra Muscady | -              |
| Tiburón                        | Blactote, Dalmette, Loby, Nan Sevré | -              |
| Torbeck                        | Bérault, Boury, Moreau, Solon | -              |
| Trou-du-Nord                   | Garcin, Roche Plate, Roucou | -              |
| Vallières                      | Corosse, Ecrevisse, Trois Palmistes | -              |
| Verrettes                      | Bastien, Belanger, Desarmes, Guillaume Mogé, Terre Natte | -              |